# Juan José Juárez
Juan José Juárez Valera (Real de Gandia, Valencia, España, 14 de junio de 1962) es un exfutbolista español que se desempeñaba como defensa.

## Clubes
| Club                       | País   | Año       |
| -------------------------- | ------ | --------- |
| Valencia C. F.             | España | 1984-1988 |
| R. C. Recreativo de Huelva | España | 1988-1990 |
| Albacete Balompié          | España | 1990-1992 |
| Villarreal C. F.           | España | 1993-1994 |